# 트랜잭셔널 메모리
트랜잭셔널 메모리(transactional memory)는 불러오기와 저장하기 명령의 집합이 원자적 방법으로 실행할 수 있게 함으로써 병행성 프로그래밍을 단순하게 하는 방식이다. 병행 컴퓨팅에서 공유 메모리로의 접근을 제어하기 위한 병행성 제어 방식으로, 데이터베이스 트랜잭션과 유사한 동시성 제어 구조이다.

## 하드웨어 및 소프트웨어 트랜잭션 구현
하드웨어 트랜잭션 메모리(Hardware transactional memory) 시스템은 트랜잭션 지원을 위해 프로세서, 캐시, 버스 프로토콜의 수정을 포함하고 있다.
소프트웨어 트랜잭셔널 메모리는 소프트웨어 런타임 라이브러리나 프로그래밍 언어에서 트랜잭셔널 메모리 시맨틱(semantic)을 제공하며 최소 하드웨어 지원(일반적으로 원자적 compare-and-swap 명령이나 이와 동일한 명령)을 요구한다.
수많은 RISC 프로세서가 제공하는 load-link/store-conditional (LL/SC)은 가장 기본적인 트랜잭셔널 메모리 지원으로 간주할 수 있다. 그러나 LL/SC는 일반적으로 순수 기계어 크기인 데이터 상에서 동작한다.

## 같이 보기
- 소프트웨어 트랜잭셔널 메모리